# Кро (Гар)
Кро (фр. Cros) насеље је и општина у јужној Француској у региону Лангдок-Русијон, у департману Гар која припада префектури Виган.
По подацима из 2011. године у општини је живело 253 становника, а густина насељености је износила 14,94 становника/km². Општина се простире на површини од 16,94 km². Налази се на средњој надморској висини од 235 метара (максималној 964 m, а минималној 178 m).

## Демографија
| 1962. | 1968. | 1975. | 1982. | 1990. | 1999. | 2011. |
| ----- | ----- | ----- | ----- | ----- | ----- | ----- |
| 208   | 249   | 229   | 230   | 234   | 213   | 253   |

График промене броја становника у току последњих година